# Higher Power
"Higher Power" é uma canção da banda britânica de rock alternativo Coldplay de seu nono álbum de estúdio, Music of the Spheres (2021). Ela foi lançada em 7 de maio de 2021. A canção foi escrita pela banda e produzida por Max Martin.

## Divulgação
Em 29 de abril de 2021, Coldplay confirmou em suas redes sociais que um novo single chamado "Higher Power" seria lançado em 7 de maio. Três dias depois, a primeira performance ao vivo da canção foi anunciada e será realizada no episódio do dia 9 de maio de American Idol, enquanto a Official Charts Company informou em 3 de maio que a banda também abriria a Brit Awards de 2021 performando a canção.

## Videoclipe
O vídeo de áudio de "Higher Power" estreou no canal do YouTube do Coldplay às 00:00 horas do horário de verão britânico em 7 de maio de 2021, coincidindo com o lançamento do single. O vídeo apresenta a banda se apresentando em um terreno baldio enquanto hologramas alienígenas dançam conforme a melodia. Marcado como uma forma de "transmissão extraterrestre", a banda supostamente mostrou o vídeo ao astronauta da Agência Espacial Europeia Francesa Thomas Pesquet a bordo da Estação Espacial Internacional antes de seu lançamento ao público.

## Gravação
A canção foi produzida por Max Martin, a quem a banda chamou de "uma verdadeira maravilha do universo".

## Recepção
Ella Kemp da NME avaliou a canção com 4/5 estrelas e observou que a faixa "leva tudo que Chris Martin e cia. aprenderam com uma vida inteira sonhando e finalmente lançaram seu talento no espaço sideral – literalmente. 'Higher Power' é melhor apreciado através da força da melodia, dando-lhe a sensação de arremesso para a atmosfera [...]. Para uma banda tantas vezes acorrentada por sua transparência emocional, [a música] é um salto emocionante".

## Desempenho nas tabelas musicais
| Tabela musical (2021)                                   | Melhor posição |
| ------------------------------------------------------- | -------------- |
| Alemanha (Offizielle Deutsche Charts)                   | 36             |
| Argentina (Argentina Hot 100)                           | 64             |
| Austrália (ARIA)                                        | 44             |
| Áustria (Ö3 Austria Top 75)                             | 51             |
| Bélgica (Ultratop 50 da Valônia)                        | 9              |
| Bélgica (Ultratop 50 de Flandres)                       | 1              |
| Canadá (Billboard CHR/Top 40)                           | 40             |
| Canadá (Billboard Hot AC)                               | 35             |
| Canadá (Billboard Rock)                                 | 30             |
| Canadá (Canadian Hot 100)                               | 31             |
| República Checa (Rádio Top 100)                         | 1              |
| República Checa (Singles Digitál Top 100)               | 58             |
| Eslováquia (Rádio Top 100)                              | 10             |
| Eslováquia (Singles Digitál Top 100)                    | 43             |
| Estados Unidos (Billboard Adult Contemporary)           | 21             |
| Estados Unidos (Billboard Adult Top 40)                 | 17             |
| Estados Unidos (Billboard Hot 100)                      | 53             |
| Estados Unidos (Billboard Hot Rock & Alternative Songs) | 7              |
| Estados Unidos (Billboard Mainstream Top 40)            | 39             |
| Estados Unidos (Billboard Rock Airplay)                 | 4              |
| França (SNEP)                                           | 98             |
| Mundo (Billboard Global 200)                            | 24             |
| Hungria (Single Top 40)                                 | 4              |
| Irlanda (IRMA)                                          | 20             |
| Islândia (Plötutíðindi)                                 | 17             |
| Israel (Media Forest)                                   | 2              |
| Itália (FIMI)                                           | 52             |
| Japão (Japan Hot 100)                                   | 61             |
| Letônia (LaIPA)                                         | 4              |
| Lituania (AGATA)                                        | 37             |
| Mexico Airplay (Billboard)                              | 29             |
| Países Baixos (Dutch Top 40)                            | 11             |
| Países Baixos (Single Top 100)                          | 45             |
| Nova Zelândia Hot Singles (RMNZ)                        | 7              |
| Noruega (VG-lista)                                      | 25             |
| Panamá Anglo (Monitor Latino)                           | 4              |
| Polónia (Polish Airplay Top 100)                        | 19             |
| Portugal (AFP)                                          | 49             |
| Reino Unido (UK Singles Chart)                          | 12             |
| Suécia (Sverigetopplistan)                              | 28             |
| Suíça (Schweizer Hitparade)                             | 18             |

## Certificações
| Áustria (IFPI Áustria)                                                            | Ouro  | 15.000‡  |
| Canadá (Music Canada)                                                             | Ouro  | 40.000‡  |
| Itália (FIMI)                                                                     | Ouro  | 35.000‡  |
| Reino Unido (BPI)                                                                 | Prata | 200.000‡ |
| ‡ Número de vendas + streaming definido com base apenas no nível de certificação. |       |          |